# NGC 2382
NGC 2382 je galaksija u zviježđu Velikom psu.

## Vanjske poveznice
- SEDS: NGC 2382